# الاتحاد الوطني لنقابات عمال ليبيا
الاتحاد الوطني لنقابات عمال ليبيا هو المركز النقابي الوطني الوحيد في ليبيا . تم تشكيلها في عام 1972 وترتبط ارتباطًا وثيقًا بالنظام الليبي لمعمر القذافي .

 ذكرت إيكور أن: 
 لم يتم الإبلاغ عن أي ضربات لسنوات عديدة. وفقًا للحكومة، يمكن للعمال الإضراب لكنهم لا يحتاجون إلى ذلك لأنهم يسيطرون على شركاتهم. لكن المصادر الخارجية ترفض هذا التقييم. 
 يرتبط اتحاد النقابات العالمي بالاتحاد العالمي لنقابات العمال . 